# Собор Московских святителей
Собор Московских святителей — праздник Русской православной церкви, установленный в память о святых митрополитах и патриархах Московских. Празднуется 5 (18) октября. Существует также Собор Московских святых, в который входят все первосвятители Московские.

## История праздника
Празднование в честь Российских святителей Петра, Алексия и Ионы было установлено святейшим патриархом Иовом 5 октября 1596 года. Впоследствии, и до нашего времени в этот сонм добавляются новые святители. В 1875 году по ходатайству митрополита Иннокентия (Вениаминова) был добавлен митрополит Филипп, который и раньше изображался на иконах вместе с другими святителями. В 1913 году был добавлен патриарх Ермоген. В советское время постепенно добавлялись патриархи Иов и Тихон (1989), митрополит Макарий и митрополиты Московские и Коломенские: Филарет, Иннокентий и Макарий. Решением патриарха Кирилла от 6 марта 2017 года в собор были включены первосвятители Московские: митрополиты Феогност, Киприан, Фотий, Филипп I, Геронтий и Иоасаф.
Святители Дионисий (1383—1385) и Герман (июль 1566) не включены в этот собор поскольку умерли до интронизации.
Имена митрополитов Московских Феодосия (1461—1464) и Симона (1495—1511) также не включены в данное празднование. Тем не менее они входят в Собор Московских святых; индивидуальный день памяти имеет митрополит Филипп I (5 апреля).
Никто из прославленных в лике святых Предстоятелей Русской Церкви до митрополита Московского Петра не внесен в соборную память 5 октября.

## Список святых
- Свт. Пётр, митрополит Киевский, Московский и всея Руси (ум. 1326), в 1325 году перенёс митрополичью кафедру в Москву.
- Свт. Феогност Грек, митрополит Киевский, Московский и всея Руси (ум. 1353), преемник митрополита Петра.
- Свт. Алексий (Бяконт), митрополит Киевский, Московский и всея Руси, чудотворец (1292-1378), управлял кафедрой в 1354-1378 годах. Дипломат, в детство Дмитрия Донского фактический правитель Руси. основатель Чудова монастыря в Кремле и ряда монастырей.
- Свт. Киприан (Цамблак), митрополит Киевский и всея Руси (1330-1406), до 1389 года митрополит Литовский и Малорусский. По инициативе Киприана в Москву была перенесена Владимирская икона Божией Матери.
- Свт. Фотий Грек, митрополит Киевский и всея Руси (ум. 1431), митрополит с 1408 по 1431 год. Похоронен в Успенском соборе рядом с Киприаном.
- Свт. Иона, митрополит Киевский, Московский и всея Руси, чудотворец (ум. 1461), первый предстоятель РПЦ, выбранный Собором Русских архиереев, а не Константинопольским патриархом, что положило начало автокефалии РПЦ. Последний митрополит Киевский и всея Руси.
- Свт. Филипп I, митрополит Московский и всея Руси (ум. 1473), первосвятитель с 1464 года. За время его управления был построен новый Успенский собор в Кремле.
- Свт. Геронтий, митрополит Московский и всея Руси (ум. 1489), преемник митрополита Филиппа.
- Свт. Иоасаф (Скрипицын), митрополит Московский и всея Руси (ум. 1555), митрополит в 1539-40-х годах. Низложен Шуйскими в 1540 году, за возвращение Бельского из тюрьмы.
- Свт. Макарий, митрополит Московский и всея Руси (1482-1563), автор сборника «Великие Четьи Минеи». В 1547 и 1549 годах совершал канонизацию множества святых подвижников, а также составитель Стоглава.
- Свт. Филипп II (Колычёв), митрополит Московский и всея Руси (1507-1569), известен обличением опричников царя Ивана Грозного. В 1569 году был задушен Малютой Скуратовым.
- Свт. Иов, патриарх града Москвы и всего Великого Российского Царствия (1525-1607), первый патриарх Московский (с 1589 года). Низложен Лжедмитрием в 1605 году. Изначально похоронен в Старицком монастыре.
- Сщмч. Гермоген (Ермоген), патриарх Московский и всея Руси (1530-1612), патриарх с 1606 года. Инициатор Второго народного ополчение. Автор множества грамот в период Смутного времени. Заморен голодом польскими войсками.
- Свт. Филарет (Дроздов), митрополит Московский и Коломенский (1782-1867), 45 лет управлял Московской кафедрой. Мощи находятся в Храме Христа Спасителя.
- Свт. Иннокентий (Вениаминов), митрополит Московский и Коломенский (1797-1879), апостол Америки, Сибири, Дальнего Востока, просветитель Аляски, Алеутов Камчатки. Основатель города Благовещенска.
- Свт. Тихон (Белавин), патриарх Московский и всея России (1865-1925), первый патриарх после восстановления патриаршества в России. Часто подвергался гонениям советской власти. Первый канонизированный новомученик.
- Свт. Макарий (Невский), митрополит Московский и Коломенский, митрополит Алтайский (1835-1926), апостол Алтая и первый митрополит Алтайский. Канонизирован в 2000 году.
- Сщмч. Петр (Полянский), митрополит Крутицкий, местоблюститель Патриаршего престола (1862-1937), местоблюститель в 1925-1936-х годах. Расстрелян в Магнитогорске в 1937 году.